# Anomis noctivolans
Anomis noctivolans é uma mariposa da família Noctuidae. É endêmica do Havaí. Suas larvas se alimentam de espécies de Hibiscus e Sida.